# Hassan Whiteside
Hassan Niam Whiteside (Gastonia, 13 giugno 1989) è un cestista statunitense professionista in NBA.

## Biografia
Hassan Whiteside è cresciuto con sei fratelli e una madre single. Nato e cresciuto a Gastonia, nella Carolina del Nord, ha frequentato tre scuole superiori in due anni: Hunter Huss High School,  Ashbrook High School e Forestview High School. Suo padre è Hasson Arbubakrr, ex giocatore NFL.
Per il suo ultimo anno di liceo nel 2006-07, si trasferì con suo padre a Newark, nel New Jersey, giocando per la East Side High School. Dopo aver segnato 18 punti, 10 rimbalzi e 5,5 stoppate per partita, Whiteside è tornato in Carolina del Nord per l'anno scolastico 2007-08 e ha frequentato la Hope Christian Academy (Kings Mountain, North Carolina). Nel 2008-09, ha giocato per la Patterson School di Lenoir, North Carolina, dove ha contribuito a portare la scuola a un record 34-2 e una posizione nazionale n. 1 con il futuro compagno di squadra a Marshall, DeAndre Kane.
Whiteside è stato valutato come il centro n. 19 nella Classe del 2009, secondo Scout.com e classificato come il numero 87 nella classe del 2009 da Rivals.com. Ha giocato nel Reebok All-American 2009, ed è stato membro della United Celtics (NC) AAU Team e del New Jersey Panthers AAU team come liceale.
Il 13 febbraio 2024, annuncia il suo ritiro dal basket, salvo poi tornare a giocare per la stagione 2025 del BSN in Porto Rico.

## Carriera professionistica

### Sacramento Kings, D-League e oltreoceano (2010-2014)
Dopo una stagione nella NCAA a Marshall, il 24 giugno 2010, Whiteside è stato selezionato dai Sacramento Kings con la 33ª scelta assoluta nel draft NBA 2010. Il 19 luglio ha firmato un contratto quadriennale da $ 3,8 milioni con i Kings. I primi due anni dell'accordo sono stati garantiti per $ 1,76 milioni.
Il 29 novembre 2010 è stato assegnato all'affiliata dei Kings D-League , i Reno Bighorns. È stato richiamato ai Kings il 9 gennaio 2011. Il 5 marzo 2011 ha subito un intervento chirurgico per riparare un tendine parzialmente strappato nel ginocchio sinistro, che lo ha tenuto fuori per il resto della stagione. È apparso solo in una partita con i Kings durante la sua stagione da rookie.
Il 1 ° gennaio 2012 è stato riassegnato ai Reno Bighorns. Il 4 febbraio è stato richiamato dai Kings, ma il 16 luglio è stato tagliato.
Il 14 dicembre 2012, firma con i Sioux Falls Skyforce. Il 4 gennaio 2013 è stato ceduto ai Rio Grande Valley Vipers in cambio di Damian Saunders. Dopo aver vinto il campionato della D-League con i Vipers, si è unito all'Amchit Club in Libano.
Il 26 maggio 2013 è entrato a far parte dei Sichuan Blue Whales, nella NBL cinese. È apparso in 27 partite per il club, tenendo una media di 25,7 punti, 16,6 rimbalzi, 5,1 stoppate e 1,4 rubate a partita. Ha aiutato la squadra a vincere il campionato NBL 2013.
Nel novembre 2013 ha firmato con Al Mouttahed Tripoli della Lebanese Basketball League. Il 30 aprile 2014 è stato svincolato dal club. Ritornò in Cina il mese seguente, dove si unì al Jiangsu Tongxi della NBL cinese. Si è separato dal club a giugno dopo aver giocato 17 partite.
Il 25 settembre 2014 firma con i Memphis Grizzlies,  ma viene tagliato subito dopo, il 22 ottobre. Il 30 ottobre fu riacquistato dai del Rio Grande Valley Vipers. Due giorni dopo, i suoi diritti furono ceduti agli Iowa Energy, con cui si è ufficialmente unito il 14 novembre 2014. Il 19 novembre, ha firmato nuovamente con i Grizzlies, ma è stato tagliato nuovamente il giorno successivo. Il 22 novembre, è tornato a giocare in Iowa.

### Miami Heat (2014-2019)

#### Stagione 2014-15
Il 24 novembre 2014 ha firmato con Miami Heat. Il 13 dicembre fu assegnato ai Sioux Falls Skyforce,  ma fu richiamato due giorni dopo. Il 4 gennaio 2015, ha registrato la sua prima doppia doppia di carriera con 11 punti, 10 rimbalzi e 5 stoppate nella vittoria 88-84 sui Brooklyn Nets.
Il 25 gennaio registra la sua prima tripla doppia di carriera con 14 punti, 13 rimbalzi e il record di franchigia di 12 stoppate nella vittoria 96-84 sui Chicago Bulls. Whiteside diventa solo il quarto giocatore nei precedenti 25 anni con almeno 12 punti, 12 rimbalzi e 12 stoppate in una partita, e il primo giocatore da Manute Bol a realizzare 12 stoppate dalla panchina in 25 minuti o meno. Bol segnò 13 stoppate in 23 minuti. Il 4 febbraio,  segna il career-high di 24 punti, segnando 12 canestri su13 tentativi e 20 rimbalzi, perdendo però contro i Minnesota Timberwolves . La sua percentuale dal campo del 90% e la sua doppia doppia da almeno 20 punti e almeno 20 rimbalzi lo hanno reso uno dei soli quattro giocatori nella storia della NBA a raggiungere una tale impresa.
Il 10 marzo è stato sospeso per una partita per aver colpito Kelly Olynyk durante la partita del 9 marzo contro i Boston Celtics. È arrivato quarto nella classifica per il premio NBA Most Improved Player Award. Durante la sua prima stagione con Heat, Whiteside ha mantenuto una doppia doppia di media, con 11,8 punti e 10 rimbalzi.

#### Stagione 2015-16
Il 17 novembre ha registrato la sua seconda tripla-doppia in carriera con 22 punti, 14 rimbalzi e 10 stoppate nella sconfitta contro i Minnesota Timberwolves. Divenne il settimo giocatore nella storia della NBA con più triple doppie da punti, rimbalzi, stoppate.
Tra il 22 gennaio e il 2 febbraio ha saltato sei partite con una lesione all'anca sinistra. Due giorni dopo, ha registrato la sua terza tripla doppia della stagione e la quarta della sua carriera con 10 punti, 10 rimbalzi e 10 stoppate in 27 minuti dalla panchina vincendo 98-95 contro i Charlotte Hornets. Il 20 febbraio, ha segnato 25 punti e 23 rimbalzi dalla panchina in una vittoria 114-94 sui Washington Wizards, diventando solo l'undicesimo giocatore nella storia della NBA a mettere a referto almeno 20 punti e 20 rimbalzi in una partita partendo della panchina. Whiteside è arrivato a quota 300 stoppate in maglia Heat in 94 partite, record di franchigia.
Gli Heat hanno concluso la stagione regolare col terzo posto nella Eastern Conference con un record di 48-34. Whiteside ha concluso la stagione come miglior stoppatore della lega, ed è stato inserito nel NBA All-Defensive Second Team. Nel primo turno dei playoff, gli Heat hanno affrontato i Charlotte Hornets, e nella vittoria Game 1 il 17 aprile, ha fatto il suo debutto in post season con 21 punti e 11 rimbalzi. Gli Heat perderanno poi contro i Toronto Raptors nel secondo round.

#### Stagione 2016-17
Il 7 luglio 2016 ha firmato con gli Heat un contratto quadriennale da $ 98 milioni. Il 21 novembre, nella sconfitta contro i 76ers di Philadelphia, raggiunge il massimo in carriera in punti con 32, mentre è andato in doppia cifra in rimbalzi per la 13ª partita consecutiva dll'inizio della stagione. Il 14 dicembre, ha registrato 26 punti e 22 rimbalzi in una vittoria per 95-89 contro gli Indiana Pacers , segnando la sua quarta partita da 20-20. Ha saltato quattro partite all'inizio di gennaio a causa di una contusione retinica. Ha segnato 30 punti e ha afferrato 20 rimbalzi in soli 27 minuti in una vittoria 125-102 contro i Philadelphia 76ers, estendendo la striscia vincente di Miami a 10. La partita da 30-20 è stata la prima della sua carriera, e la nona nella storia di Heat, inclusi i play-off, e in più, insieme a Bill Laimbeer, è diventato l'unico giocatore nella storia della NBA a giocare una partita da 30 punti e 20 rimbalzi in non più di 27 minuti. Il 12 marzo, realizza 26 punti e 21 rimbalzi contro l'Indiana. È stata la quinta partita 20-20 di Whiteside in questa stagione. Ha anche pareggiato il suo career-high di rimbalzi offensivi, prendendone 10 in una partita. Il 21 marzo ha raggiunto 936 rimbalzi in stagione, stabilendo il record di franchigia. Il 2 aprile contro Denver è diventato il primo giocatore di Heat a registrare 1.000 punti e 1.000 rimbalzi in una stagione. Ha concluso la stagione come miglior rimbalzista della lega.

#### Stagione 2017-18
In apertura della stagione contro gli Orlando Magic, il 18 ottobre 2017, ha messo a referto 26 punti e 22 rimbalzi, diventando il primo giocatore, dopo Kevin Garnett nel 2007, a segnare almeno 20 punti e prendere almeno 20 rimbalzi nella la partita di apertura. Il 1º novembre 2017 è tornato dopo un'assenza di cinque partite a causa di un infortunio al ginocchio, segnando 13 punti e 14 rimbalzi contro i Chicago Bulls. Il 26 dicembre 2017, è tornato da un'assenza di 11 partite per un livido osseo al ginocchio sinistro, mettendo a referto 7 punti e 8 rimbalzi in 18 minuti. Il 17 gennaio 2018, ha ottenuto 27 punti, 13 rimbalzi e 6 stoppate vincendo 106-101 sui Milwaukee Bucks. Ha saltato nove partite a marzo per un infortunio all'anca.

#### Stagione 2018-19
Nella sua quinta stagione in Florida parte nuovamente titolare rendendosi protagonista di ottime prestazioni (una di queste risale all'8 novembre contro i San Antonio Spurs con 29 punti, 20 rimbalzi e 9 stoppate; in quest'ultimo campo va detto che solo 8 ne aveva totalizzate dopo 2 quarti, il record precedente agli Heat di 7 di Alonzo Mourning) Tuttavia in marzo viene relegato al ruolo di riserva per via di un infortunio all'anca.

### Portland Trail Blazers (2019–2020)
Il 6 Luglio 2019, Whiteside è stato coinvolto in una trade a quattro squadre ai Portland Trail Blazers, alla quale hanno avuto parte anche i Los Angeles Clippers e i Philadelphia 76ers. Il 29 novembre 2019 Whiteside segnò 8 punti, prese 15 rimbalzi e mise a segno il record stagionale di 10 stoppate in una partita. Oltre ad essere stato il record per la stagione è stato anche il record storico di franchigia per i Trail Blazers, superando i 9 blocchi registrati in due occasioni da Bill Walton.

### Ritorno ai Sacramento Kings (2020-2021)
Il 27 novembre 2020, i Sacramento Kings annunciano ufficialmente la firma di Whiteside per 1 anno al minimo salariale da free agent.

### Utah Jazz (2021-)
Il 6 agosto 2021, Whiteside firma con gli Utah Jazz un contratto annuale.

## Statistiche
| * | Primo nella lega |

### NCAA
| Anno      | Squadra           | PG | PT | MP   | TC%  | 3P%  | TL%  | RP  | AP  | PRP | SP  | PP   |
| --------- | ----------------- | -- | -- | ---- | ---- | ---- | ---- | --- | --- | --- | --- | ---- |
| 2009-2010 | Marshall Th. Herd | 34 | 23 | 26,1 | 52,4 | 60,0 | 58,8 | 8,9 | 0,3 | 0,6 | 5,4 | 13,1 |
| Carriera  | Carriera          | 34 | 23 | 26,1 | 52,4 | 60,0 | 58,8 | 8,9 | 0,3 | 0,6 | 5,4 | 13,1 |

#### Massimi in carriera
- Massimo di punti: 22 vs Memphis (27 gennaio 2010)[11]
- Massimo di rimbalzi: 17 (2 volte)
- Massimo di assist: 2 (2 volte)
- Massimo di palle rubate: 2 (3 volte)
- Massimo di stoppate: 13 vs Central Florida (27 febbraio 2010)
- Massimo di minuti giocati: 47 vs Central Florida (27 febbraio 2010)

### NBA

#### Regular season
| Anno      | Squadra             | PG  | PT  | MP   | TC%  | 3P%   | TL%  | RP    | AP  | PRP | SP   | PP   |
| --------- | ------------------- | --- | --- | ---- | ---- | ----- | ---- | ----- | --- | --- | ---- | ---- |
| 2010-2011 | Sacramento Kings    | 1   | 0   | 2,0  | -    | -     | -    | 0,0   | 0,0 | 0,0 | 0,0  | 0,0  |
| 2011-2012 | Sacramento Kings    | 18  | 0   | 6,1  | 44,4 | -     | 41,7 | 2,2   | 0,0 | 0,2 | 0,8  | 1,6  |
| 2014-2015 | Miami Heat          | 48  | 32  | 23,8 | 62,8 | -     | 50,0 | 10,0  | 0,1 | 0,6 | 2,6  | 11,8 |
| 2015-2016 | Miami Heat          | 73  | 43  | 29,1 | 60,6 | -     | 65,0 | 11,8  | 0,4 | 0,6 | 3,7* | 14,2 |
| 2016-2017 | Miami Heat          | 77  | 77  | 32,6 | 55,7 | -     | 62,8 | 14,1* | 0,7 | 0,7 | 2,1  | 17,0 |
| 2017-2018 | Miami Heat          | 54  | 54  | 25,3 | 54,0 | 100,0 | 70,3 | 11,4  | 1,0 | 0,7 | 1,7  | 14,0 |
| 2018-2019 | Miami Heat          | 72  | 53  | 23,3 | 57,1 | 12,5  | 44,9 | 11,3  | 0,8 | 0,6 | 1,9  | 12,3 |
| 2019-2020 | Portland T. Blazers | 67  | 61  | 30,0 | 62,1 | 57,1  | 68,6 | 13,5  | 1,2 | 0,4 | 2,9* | 15,5 |
| 2020-2021 | Sacramento Kings    | 36  | 4   | 15,2 | 56,3 | 0,0   | 51,9 | 6,0   | 0,6 | 0,3 | 1,3  | 8,1  |
| 2021-2022 | Utah Jazz           | 65  | 8   | 17,9 | 65,2 | -     | 62,3 | 7,6   | 0,4 | 0,3 | 1,6  | 8,2  |
| Carriera  | Carriera            | 511 | 332 | 24,7 | 58,6 | 30,8  | 60,5 | 10,8  | 0,6 | 0,5 | 2,2  | 12,6 |

#### Play-off
| Anno     | Squadra             | PG | PT | MP   | TC%   | 3P%   | TL%  | RP   | AP  | PRP | SP  | PP   |
| -------- | ------------------- | -- | -- | ---- | ----- | ----- | ---- | ---- | --- | --- | --- | ---- |
| 2016     | Miami Heat          | 10 | 10 | 29,1 | 68,1* | -     | 59,1 | 10,9 | 0,3 | 0,8 | 2,8 | 12,0 |
| 2018     | Miami Heat          | 5  | 5  | 15,4 | 45,0  | -     | 61,5 | 6,0  | 0,2 | 0,0 | 1,2 | 5,2  |
| 2020     | Portland T. Blazers | 5  | 3  | 21,2 | 54,2  | 100,0 | 50,0 | 7,0  | 0,4 | 0,2 | 2,0 | 6,8  |
| 2022     | Utah Jazz           | 6  | 0  | 10,8 | 41,7  | -     | 25,0 | 5,2  | 0,0 | 0,3 | 1,3 | 1,8  |
| Carriera | Carriera            | 26 | 18 | 20,7 | 59,2  | 100,0 | 56,0 | 7,9  | 0,2 | 0,4 | 2,0 | 7,3  |

#### Massimi in carriera
- Massimo di punti: 33 vs Denver Nuggets (12 dicembre 2019)[12]
- Massimo di rimbalzi: 25 (2 volte)
- Massimo di assist: 7 vs Sacramento Kings (4 dicembre 2019)
- Massimo di palle rubate: 4 vs Portland Trail Blazers (5 febbraio 2019)
- Massimo di stoppate: 12 vs Chicago Bulls (25 gennaio 2015)
- Massimo di minuti giocati: 47 vs Orlando Magic (20 dicembre 2016)

## Palmarès
- Miglior stoppatore NBDL (2012)
- Miglior stoppatore NBA: (2016), (2020)
- Miglior rimbalzista NBA (2017)
- Squadre All-Defensive:

Second Team: 2016
- 1 volta maggior numero di rimbalzi offensivi in stagione NBA